# Sunisa Lee
Sunisa "Suni" Lee (Saint Paul, 9 maart 2003) is een Amerikaanse gymnaste. Op de Olympische Spelen in Tokio werd ze kampioene op meerkamp. Op de Olympische Spelen in Parijs haalde ze goud met het team.

## Professionele carrière
In 2019 was ze net 16 jaar en deed ze mee aan de wereldkampioenschappen in Stuttgart, samen met Simone Biles, Kara Eaker, MyKayla Skinner, Jade Carey, en Grace McCallum. Ze deed in het goed in de kwalificatieronde en ze ging door naar de finales van meerkamp, vloer, brug en team. In de teamfinale haalden ze de gouden medaille. Tijdens de meerkampfinale maakte ze een fout op brug waardoor ze achtste eindigde. Twee dagen later echter deed ze het wel goed op brug en haalde ze brons na Nina Derwael en Becky Downie. In de vloerfinale eindigde ze met de zilveren medaille, het goud was voor landgenoot Biles.
In het voorjaar van 2021 werd ze geselecteerd om de Verenigde Staten te vertegenwoordigen op de Olympische Spelen in Tokio, samen met Simone Biles, Jordan Chiles en Grace McCallum. Na de kwalificaties mocht ze door naar de finales van meerkamp, brug en balk, en ook als team plaatsten ze zich voor de landenfinale. Tijdens de teamfinale moest Lee aanvankelijk enkel op brug en balk turnen, maar nadat Biles zich terug trok met de twisties, moest Lee invallen op vloer. Uiteindelijk werden haalden ze zilver, met goud voor het Russische team.
In de meerkampfinale werd Lee olympisch kampioene, voor Rebeca Andrade en Angelina Melnikova. Ze is de eerste gymnaste van Aziatische afkomst die goud haalt op meerkamp. In de finale aan de brug met de ongelijke leggers maakte ze kleine foutjes en eindigde ze met brons, na het goud van Nina Derwael en het zilver voor Anastasiia Iliankova. Op de balk werd ze vijfde.
In de schooljaren 2021-22 en 2022-23 studeerde Lee aan de Auburn University in Alabama. Ze turnde niet mee in internationale turntoernooien, maar haalde wel goud op balk in de Amerikaanse inter-universitaire competitie.
In 2023 kondigde ze aan terug te willen keren naar de professionele competitie, met het oog op de Olympische Spelen in Parijs. Ze moest echter meteen de wereldkampioenschappen afzeggen aangezien ze gediagnosticeerd werd met twee ongeneeslijke nierziektes. Ze houdt de specifieke diagnoses privé, en kon meerdere maanden niet trainen.
In januari 2024 verbeterde haar gezondheid, waardoor ze vanaf eind februari terug aan wedstrijden kon meedoen, met een sterk gereduceerd trainingsschema en wisselende resultaten. In juni stond ze echter net op tijd weer helemaal scherp en werd ze geselecteerd voor het Amerikaanse Olympische team, samen met Simone Biles, Jade Carey, Jordan Chiles en Hezly Rivera.
Op de Olympische Spelen in Parijs deed ze het goed in de kwalificatieronde en ging ze door naar de finale met het team, van meerkamp, op balk en op brug. Het Amerikaanse team won goud, en individueel haalde Lee brons in de meerkampfinale, na Biles en Andrade. Ook op brug haalde ze de bronzen medaille, en op balk werd ze zesde.

## Persoonlijk leven
Sunisa Lee werd geboren als Sunisa Phabsomphou op 9 maart 2003 in Saint Paul, Minnesota, als dochter van Yeev Thoj, een gezondheidswerker. Lee is van Hmong afkomst, en haar moeder, een vluchtelinge, emigreerde als kind vanuit Laos naar de Verenigde Staten. Lee werd vanaf de leeftijd van twee jaar opgevoed door haar moeder's vaste partner, John Lee. Lee beschouwt John als haar vader, en als tiener begon ze zijn achternaam professioneel te gebruiken. Ze heeft drie halfzussen, Evionn, Lucky, en Noah, door de relatie van haar moeder met Lee, en Lee had twee kinderen, Jonah en Shyenne, uit een vorige relatie.
Op zesjarige leeftijd begon Lee met turnen in het Midwest Gymnastics Center in Little Canada, Minnesota, een buitenwijk van St. Paul.
In augustus 2019, enkele dagen voordat Lee meedeed aan haar eerste senior USA Gymnastics National Championships, viel haar vader van een ladder, waardoor hij vanaf zijn middel verlamd raakte. Het jaar daarop stierven Lee's oom en tante aan COVID-19. Bij het bespreken van deze tragedies, zei Lee: "Ik ben er harder door geworden."
In 2021 werd Lee opgenomen in de Time 100, de jaarlijkse lijst van Time met de 100 meest invloedrijke mensen in de wereld.
In 2023 werd ze gediagnosticeerd met twee chronische nierziektes.

## Resultaten
| Jaar | Plaats                        | Resultaten                        |
| ---- | ----------------------------- | --------------------------------- |
| 2019 | Wereldkampioenschap Stuttgart | team · vloer · brug · 8e meerkamp |
| 2021 | Olympische Spelen Tokio       | meerkamp · team · brug · 5e balk  |
| 2024 | Olympische Spelen Parijs      | team · meerkamp · brug · 6e balk  |

- Library of Congress Control Number: no2021089357
- Virtual International Authority File: 7324162844772373240003

1952: Marija Gorochovskaja ·
1956: Larissa Latynina ·
1960: Larissa Latynina ·
1964: Věra Čáslavská ·
1968: Věra Čáslavská ·
1972: Ljoedmila Toerisjtsjeva ·
1976: Nadia Comăneci ·
1980: Jelena Davydova ·
1984: Mary Lou Retton ·
1988: Jelena Sjoesjoenova ·
1992: Tetjana Goetsoe ·
1996: Lilija Podkopajeva ·
2000: Simona Amânar ·
2004: Carly Patterson ·
2008: Nastia Liukin · 
2012: Gabby Douglas ·
2016: Simone Biles ·
2020: Sunisa Lee ·
2024: Simone Biles
1928: Agsteribbe, Burgerhof, De Levie, Nordheim, Polak, Simons, Stelma, Van den Berg, Van den Bos, Van der Vegt, Van Randwijk, Van Rumt ·
1936: Bärwirth, Bürger, Frölian, Iby, Meyer, Pöhlsen, Schmitt, Sohnemann ·
1948: Honsová, Kovářová, Misáková, Müllerová, Růžičková, Šilhánová, Srncová, Veřmiřovská ·
1952: Gorochovskaja, Botsjarova, Minaitsjeva, Oerbanovitsj, Danilova, Sjamrai, Dzjoegeli, Kalintsjoek ·
1956: Manina, Latynina, Moeratova, Kalinina, Astachova, Jegorova ·
1960: Moeratova, Latynina, Astachova, Ljoechina, Ivanova, Nikolajeva ·
1964: Latynina, Astachova, Voltsjetskaja, Zamotajlova, Manina, Gromova ·
1968: Koetsjinskaja, Voronina, Petrik, Karasjova, Toerisjtsjeva, Boerda ·
1972: Toerisjtsjeva, Korboet, Lazakovitsj, Boerda, Saadi, Kosjel ·
1976: Filatova, Grozdova, Kim, Korboet, Saadi, Toerisjtsjeva ·
1980: Davydova, Filatova, Kim, Naimoesjina, Sjaposjnikova, Zacharova ·
1984: Szabo, Cutina, Păucă, Grigoraș, Stănuleț, Agache ·
1988: Baitova, Sjevtsjenko, Strazjeva, Lasjtsjenova, Boginskaja, Sjoesjoenova ·
1992: Boginskaja, Lysenko, Galijeva, Goetsoe, Groedneva, Tsjoesovitina ·
1996: Miller, Dawes, Strug, Moceanu, Phelps, Chow, Borden ·
2000: Răducan, Amânar, Olaru, Boboc, Isărescu, Presăcan ·
2004: Ban, Eremia, Ponor, Roșu, Șofronie, Stroescu ·
2008: Yang, Cheng, Jiang, Deng, He, Li ·
2012: Douglas, Maroney, Raisman, Ross, Wieber ·
2016: Biles, Douglas, Hernandez, Kocian, Raisman ·
2020: Achajmova, Listoenova, Melnikova, Oerazova ·
2024: Biles, Carey, Chiles, Lee, Rivera